# منبوذ (فلم)
منبوذ أو رُميَّ بعيدًا (بالإنجليزية: Cast Away) فيلم دراما أمريكي صدر عام 2000 من إخراج روبرت زيمكيز وبطولة توم هانكس. يعتبره البعض القصة الحديثة من روبنسون كروزو. حقق الفيلم نجاحًا تجاريًا وحاز على إعجاب النقاد. رُشِّحَ توم هانكس للحصول على جائزة الأوسكار لأفضل ممثل في حفل توزيع جوائز الأوسكار الثالث والسبعون.

## الأحداث
تدور أحداث الفيلم حول موظف في شركة فيديكس تقع طائرته في المحيط ولكنه ينجو بأعجوبة ليجد نفسه على جزيرة غير مأهولة فيحاول التعايش مع هذا الأمر حتى يفكر ذات يوم في صنع مركب يقله عبر المحيط ليعود إلى وطنه ثانية.
كرة الطائرة: ويلسون
كان هذا التائه بحاجة إلى أن يكون مجتمع ليتعايش معه حتى لا يشعر بأنه وحيد فاخترع «ويلسون». وهو كرة طائرة رماها مرة وكفه ملطخة بالدماء بعد ان جرفها المحيط إلى الجزيرة التي هو عليها، فرسم وجهاً على الدماء وأخذ يحادثه. ضاع ويلسون في رحلة العودة.

## طاقم التمثيل
- توم هانكس في دور تشاك نولاند
- هيلين هنت في دور كيلي فريرز
- نيك سيرسي في دور ستان
- جانيفر لويز في دور بيكا تويج
- كريس نوث في دور جيري لوفيت
- لاري وايت في دور بيتينا بيترسون
- فينس مارتن في دور ألبرت آل ميلر
- جيفري بليك في دور ماينارد جراهام

## وصلات خارجية
- منبوذ على موقع IMDb (الإنجليزية)
- منبوذ على موقع ميتاكريتيك (الإنجليزية)
- منبوذ على موقع الموسوعة البريطانية (الإنجليزية)
- منبوذ على موقع روتن توميتوز (الإنجليزية)
- منبوذ على موقع نتفليكس (الإنجليزية)
- منبوذ على موقع قاعدة بيانات الأفلام العربية
- منبوذ على موقع ألو سيني (الفرنسية)
- منبوذ على موقع Turner Classic Movies (الإنجليزية)
- منبوذ على موقع أول موفي (الإنجليزية)
- منبوذ على موقع بوكس أوفيس موجو (الإنجليزية)